# Nongjia
Nongjia (chinesisch 農家 / 农家, Pinyin Nóngjiā, englisch School of Tillers, Husbandry School – „Schule der Ackerbauern, Landwirtschaftsschule“) ist eine der sogenannten Neun Strömungen der alten chinesischen Philosophie, die über landwirtschaftliche Fragen und die Ideologie des Bauernstandes reflektiert.
Die Werke verschiedener Vertreter dieser Geistesströmung werden im Hanshu yiwenzhi (漢書·藝文志 / 汉书·艺文志,  Hànshū yìwénzhì – „Bibliographischer Abschnitt der Geschichte der Früheren Han-Dynastie“), dem für das Verständnis der vor-Qin-Zeit maßgeblichen Literaturkatalog (des Hanshu), aufgelistet. Es existieren lediglich verstreut und fragmentarisch überlieferte Quellentexte.
Ein wichtiger Vertreter der Schule ist der Philosoph Xu Xing (許行), über dessen Gedankenwelt der Text Mengzi (Buch III [Teng Wen gong], Abschnitt A, Nr. 4) Aufschlüsse liefert. Der Text bezieht sich auf den Fürsten Wen von Teng (滕文公,  Téng Wén gōng). Darin werden Xu Xings Worte dem Mengzi (孟子) von Chen Xiang (陳相) mitgeteilt:
„Ein weiser Fürst müsse ebenso wie sein Volk seine Nahrung durch seiner Hände Arbeit verdienen, er müsse sich sein Frühstück und Abendmahl selbst zubereiten und nebenher noch die Regierung führen. In Teng aber seien staatliche Scheunen, Vorratskammern, Schatzhäuser und Kassen; das heiße das Volk bedrücken, um sich auf seine Kosten zu nähren, und könne nicht weise genannt werden.“ (Mengzi III A, 4, übersetzt von Richard Wilhelm (Mong Dsi). In der Transkription Wilhelms wird der Philosoph Hü Hing geschrieben.)